# いとこ素数
いとこ素数（いとこそすう、英:cousin primes）は、差が 4 である素数の組である。1000以下のいとこ素数は次の通りである。（オンライン整数列大辞典の数列A023200、A046132）
(3, 7), (7, 11), (13, 17), (19, 23), (37, 41), (43, 47), (67, 71), (79, 83), (97, 101), (103, 107), (109, 113), (127, 131), (163, 167), (193, 197), (223, 227), (229, 233), (277, 281), (307, 311), (313, 317), (349, 353), (379, 383), (397, 401), (439, 443), (457, 461), (463, 467), (487, 491), (499, 503), (613, 617), (643, 647), (673, 677), (739, 743), (757, 761), (769, 773), (823, 827), (853, 857), (859, 863), (877, 881), (883, 887), (907, 911), (937, 941), (967, 971)
2組のいとこ素数に属するのは7だけである。(n, n+4, n+8)は、どれかひとつは必ず3で割り切れてしまうため、3者とも素数であるのはn=3の場合のみである。
いとこ素数は無数に存在すると予想されている。2009年5月現在知られている最大のいとこ素数は、それを (p, p + 4) とすると p は
p = (311778476 × 587502 × 9001# × (587502 × 9001# + 1) + 210) × (587502 × 9001# − 1) / 35 + 1
で与えられる。ここで 9001# は素数階乗である。この11,594桁の数は Ken Davis により発見された。
現在知られている最大の確率的素数によるいとこ素数は、
474435381 × 298394 − 1
474435381 × 298394 − 5
である。この29,629桁の数は Angel, Jobling, Augustin により発見された。 1つ目の数は素数であることが証明された一方で、2つ目の数が素数であるか否かを容易に決定する素数判定法は存在しない。
ハーディ・リトルウッドの最初の予想からすると、いとこ素数は双子素数と同じく漸近の密度をもっているということになる。初項 (3, 7) を除いて、いとこ素数の逆数和を、双子素数におけるブルン定数と同様に定義することができる。
{\displaystyle B_{4}=\left({\frac {1}{7}}+{\frac {1}{11}}\right)+\left({\frac {1}{13}}+{\frac {1}{17}}\right)+\left({\frac {1}{19}}+{\frac {1}{23}}\right)+\cdots .}
242 までのいとこ素数を使用し, 1996年に Marek Wolf が B4 の値を概算した。
B4 ≈ 1.1970449
B4 は 四つ子素数の逆数和（ブルン定数）で用いられることがあり、混同に注意が必要である。

## 関連事項
- 双子素数（素数の差が 2）
- セクシー素数（素数の差が 6）